# Duque da Irlanda

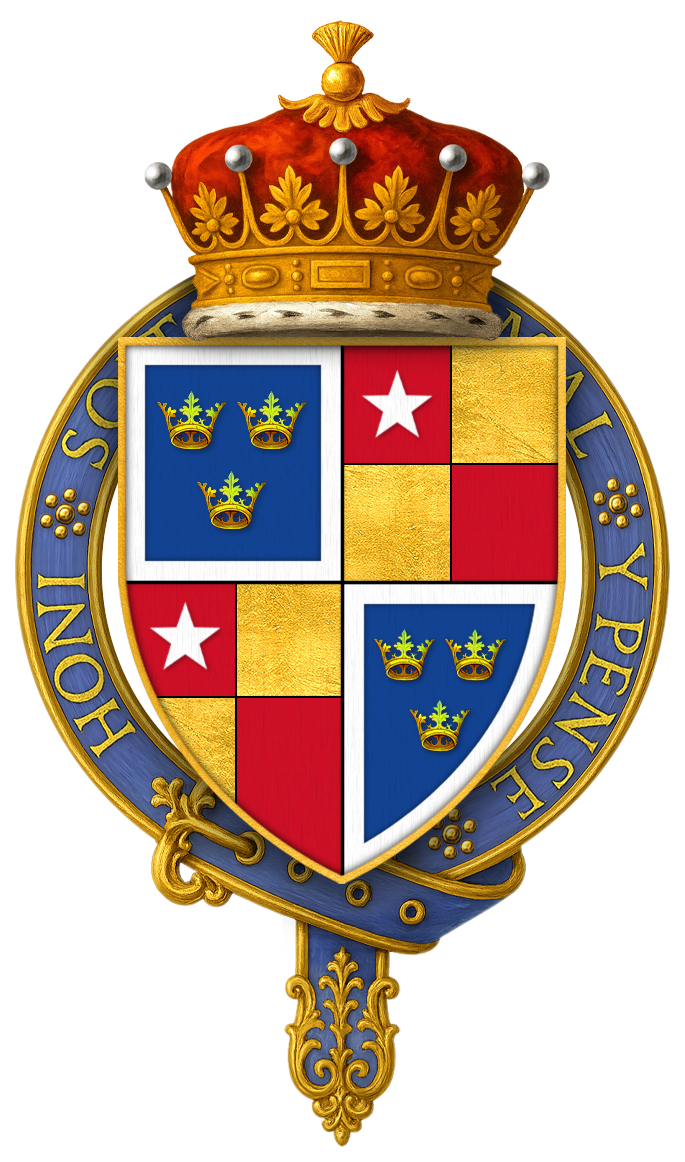
Brasão de Robert de Vere, de 1386 com o brasão de armas composto com as três coroas do Senhorio da Irlanda.

O título de Duque da Irlanda foi criado em 1386 para Robert de Vere, 9.º Conde de Oxford (1362-1392), o favorito do Rei Ricardo II da Inglaterra, que havia sido criado Marquês de Dublin. Ambos foram parte do pariato em vida. Neste momento, apenas o Pálido da Irlanda (ou Senhorio da Irlanda) estava sob o domínio inglês. Apesar do seu nome, o Ducado da Irlanda é geralmente considerado como tendo sido integrante do Pariato da Inglaterra, e é a primeira vez que um título Ducal foi criado por alguém que não era um parente próximo do Rei.

O brasão de armas do Senhorio da Irlanda

O brasão com três coroas que foi concedido ao Duque Roberto como um aumento para seu brasão em 1386 e que continuou a ser usado por quase um século, como o Brasão de Armas do Senhorio da Irlanda.
O Duque recebeu o favor logo depois de receber o título, que foi perdido em 1388. 